# Léo Bonatini
Leonardo Bonatini Lohner Maia (sinh ngày 28 tháng 3 năm 1994) là một cầu thủ bóng đá chuyên nghiệp người Brazil hiện đang thi đấu cho câu lạc bộ Wolverhampton Wanderers.